# Sopubia ramosa
Sopubia ramosa är en snyltrotsväxtart som beskrevs av Ferdinand von Hochstetter. Sopubia ramosa ingår i släktet Sopubia och familjen snyltrotsväxter. Inga underarter finns listade i Catalogue of Life.